# MWSz-62
MWSz-62 – zapalnik stosowany do uzbrajania min, używany między innymi w Wojsku Polskim.

## Charakterystyka
Zapalnik MWSz-62 służy między innymi do detonacji miny TM-62M i MPP-B. Jest zapalnikiem prętowym i składa się z kadłuba, zespołu prętowego, mechanizmu bezpiecznikowo-ustawczego, urządzenia pobudzającego, pierścienia łączącego oraz wymiennych prętów.

Metalowy kadłub ma trzy gwinty zewnętrzne; gwint górny służy do nakręcania kapturka ochronnego, dolne – jeden na nakrętkę przyciskającą korek denny z łącznikiem pobudzającym, drugi do wkręcania zapalnika w pierścień.

Zespół prętowy zapalnika służy do przyjmowania nacisku pojazdu i przekazania go na mechanizm zapalnika.

Mechanizm bezpiecznikowo-ustawczy utrzymuje zapalnik w położeniu transportowymi służy do przestawienia zapalnika z położenia transportowego w bojowe i odwrotnie.

Urządzenie pobudzające służy do spowodowania wybuchu miny. Składa się z iglicy, spłonki zapalającej, opóźniacza prochowego, pędnika ze spłonką pobudzającą i łącznika pobudzającego.

Pierścień łączący ma dwa gwinty: wewnętrzny do połączenia z kadłubem zapalnika i zewnętrzny do wkręcenia pierścienia w minę.

Pręty: krótki w kształcie haka zapewnia zadziałanie miny pod gąsienicą lub kołem pojazdu, długi – zadziałanie miny pod całą powierzchnią pojazdu. Pręty mają gwinty do umocowania ich na końcówce zespołu prętowego.